# Маврия
Маврия (на гръцки: Μαυρίας, Маврияс) е река в Костурско, Егейска Македония, Гърция.

## Описание
Реката извира в планината Горуша (Войо), югоизточно под връх Спанура и югозападно под връх Белио (Балиос), северно над връх Дина Критари (1630 m), географската граница между Македония и Епир. Тече в северна посока, минава покрай село Бистрия (Перистера), след което се влива в Бистрица (Алиакмонас) като десен приток.